# Salzscheibe
Der Begriff Salzscheibe bezeichnet sowohl ein Salzgefäß in der Form eines halben Fasses als auch das Maß für die entsprechende verkaufsfertige Menge Speisesalz. 
Das von Böttchern aus Holz gefertigte Gefäß wurde mit Salz gefüllt und das Salz verdichtet. Die dadurch entstandene Scheibe führte zur Namensgebung. 
In Hallein wurde die Bezeichnung Kufe verwendet. Dort hatte das Gefäß eine Höhe von 21 Zoll, der Durchmesser betrug unten 1 Schuh und 5 Zoll, oben 1 Schuh und 11 Zoll.
Von der Scheibe waren weitere Salzmaße abgeleitet. So bezeichnete das Maß Zug in Regensburg eine Schiffsladung Salz mit 11.000 Scheiben, was 16.500 Zentnern entsprach. In der Schweiz und Österreich rechnete man mit Pütsche oder Kröttli und in Bayern mit Krötel, die jeweils einer festgelegten Anzahl (3 bis 5) Scheiben entsprachen.
Einer Sage aus der Wurzacher Gegend zufolge, sollen Eheleute durch das jährliche Lecken an einer Salzscheibe am Hochzeitstag die Erinnerung wachhalten. Die bis zur Goldenen Hochzeit geleckte Scheibe soll nach 50 Jahren sich in eine goldene verwandeln.